# Vinko Polončič
Vinko Polončič (nascido em 13 de julho de 1957) é um ex-ciclista iugoslavo.
Representando a Iugoslávia, competiu em duas provas do ciclismo de estrada nos Jogos Olímpicos de Verão de 1980, disputadas na cidade de Moscou, União Soviética.